# 圣加伦 (奥地利)
圣加伦（德語：Sankt Gallen）是奥地利施蒂利亚州利岑县的一个市镇。总面积61.01平方公里，总人口1465人，人口密度24.0人/平方公里（2005年）。